# 27239 O'Dorney
27239 O'Dorney este un asteroid din centura principală de asteroizi.

## Descriere
27239 O'Dorney este un asteroid din centura principală de asteroizi. A fost descoperit pe 8 septembrie 1999 la Socorro, New Mexico, în cadrul proiectului LINEAR. Asteroidul prezintă o orbită caracterizată de o semiaxă mare de 2,29 ua, o excentricitate de 0,11 și o înclinație de 6,0° în raport cu ecliptica.